# Пљушкин
Степан Пљушкин (рус. Степан Плюшкин) је измишљени лик у роману Николаја Гогоља „Мртве душе“. Он је земљопоседник који опсесивно сакупља и чува све што пронађе, до те мере да када жели да прослави договор са протагонистом Чичиковим, наређује једном од својих кметова да пронађе колач који је посетилац донео пре неколико година, саструже буђ и донесе им га. Истовремено, његово имање је невероватно неефикасно; покошена пшеница трули на земљи и сваки потенцијални приход је изгубљен.
Његово презиме је изведено од руске речи за лепињу.

## Позадина
Пљушкин је имао две ћерке и сина, али након смрти супруге постао је сумњичави шкртица. Млађа ћерка је умрла, а преосталих двоје браће и сестара су напустили дом. Када га је ћерка Александра Степановна неколико пута посетила са поклонима и унуцима, али није добила новац заузврат, престала је да га посећује. Када Чичиков упозна Пљушкина, помешаће га са управником због његовог неугледног одевања.

## Пљушкинов синдром
Данас се у Русији име „Пљушкин“ полушаљиво примењује за људе који сакупљају и гомилају разне бескорисне ствари, што је познато као компулзивно гомилање. Понекад се термини „Пљушкинов симптом“ или „Пљушкинов синдром“ користе за описивање таквих људи, а „Пљушкин“ се користи као колоквијална метонимијска референца на гомилаче.